# American International Group
Pour les articles homonymes, voir AIG.
American International Group, connu commercialement sous l'abréviation AIG, est une compagnie d'assurance américaine, spécialisée dans l'assurance dommages et responsabilité.
C'est l’un des leaders mondiaux de l’assurance et des services financiers. AIG compte environ 56 000 collaborateurs qui servent plus de 90 millions de clients dans plus de 100 pays et juridictions.
AIG est la compagnie d’assurance américaine la plus largement implantée en Europe, et ce depuis plus de 65 ans. La zone Europe est vaste et associée au continent africain pour constituer un ensemble de plus de 40 pays regroupés sous le signe EMEA. Dans cet ensemble, une nouvelle entité légale AIG Europe Limited regroupe désormais 26 pays européens et dont le siège est situé à Londres. En France, les bureaux sont situés à la Défense.
AIG est organisé en trois régions : les Amériques (États-Unis, Canada, Amérique du Sud et Caraïbes), l'Asie et la région EMEA (Europe, Middle East and Africa). Basé à New York, AIG est l’assureur de plus de 90 % des entreprises du SBF 120 et de 39 entreprises du CAC 40 en France. AIG a été classé 40e plus grande entreprise selon la liste Fortune 500 en 2014, et 42e selon la liste Forbes Global 2000.

## Histoire

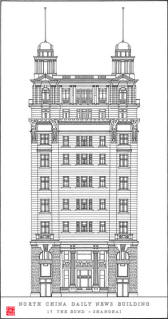
Bureaux d’origine d’AIG à Shanghai, en Chine.

### Les premières années: de 1919 à 1945

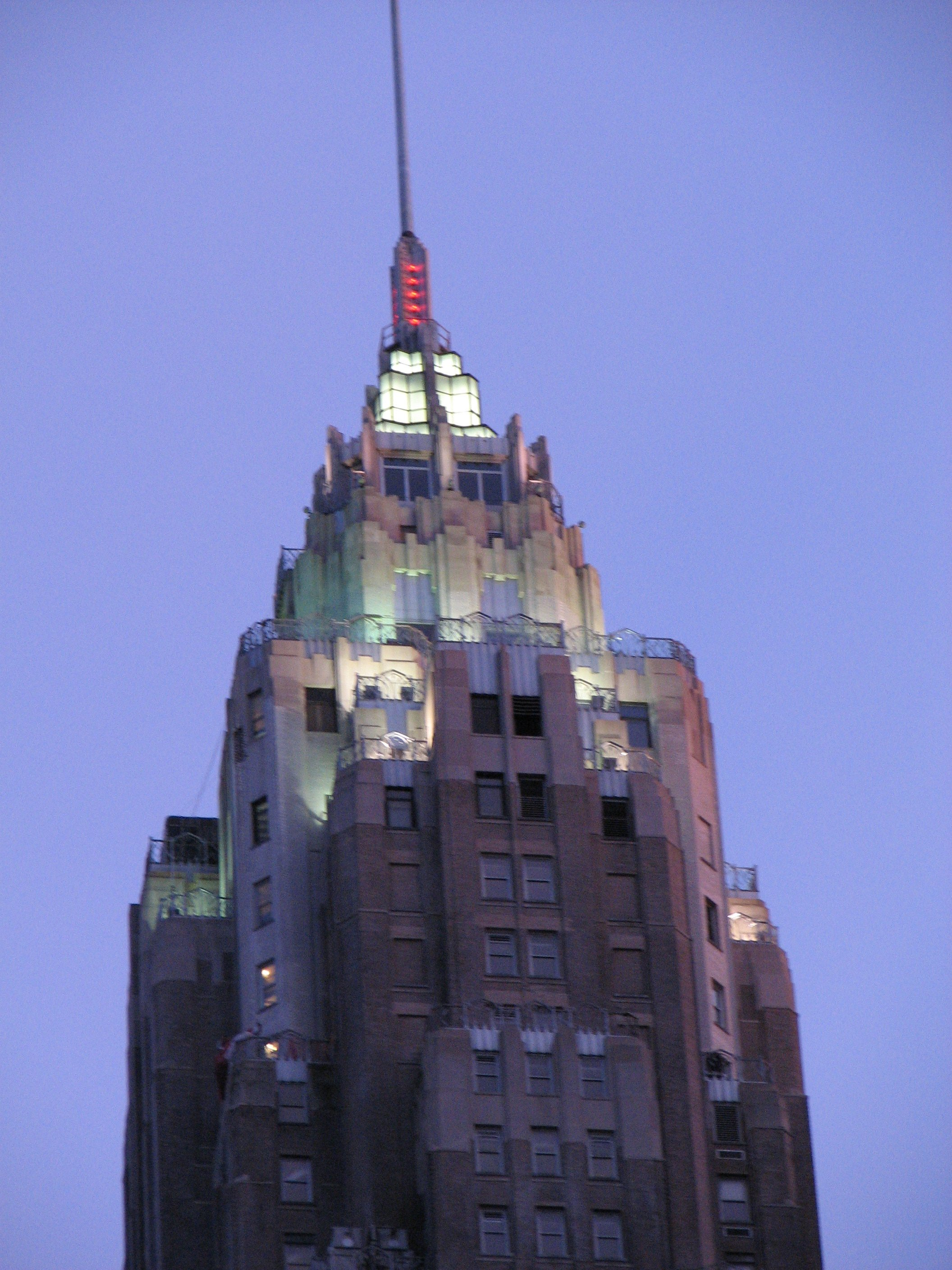
70 Pine Street, plus connu sous le nom de l’American International Building

AIG est né en 1919, lorsque l’américain Cornelius Vander Starr (1892-1968) décide de créer l’agence générale d’assurance American Asiatic Underwriters (AAU) à Shanghai, en Chine. Les affaires de l’entreprise observant une croissance importante, Starr crée deux ans plus tard une filiale en assurance-vie. À la fin des années 1920, l’entreprise avait des ramifications dans toute la Chine et l’Asie du Sud-Est, y compris dans les Philippines, l’Indonésie et la Malaisie. En 1926, Starr installe ses premiers bureaux aux États-Unis avec l’American International Underwriters Corporation (AIU). Dans les années 1930, des opportunités s’offrent à lui en Amérique Latine, il implantera une agence à la Havane, à Cuba. C’est grâce à ses filiales en Amérique Latine que Starr compense les pertes dues à la baisse d’activité en Asie pendant la Seconde Guerre Mondiale. En 1939, Starr déménage son siège social de Shanghai en Chine, à New York aux États-Unis.

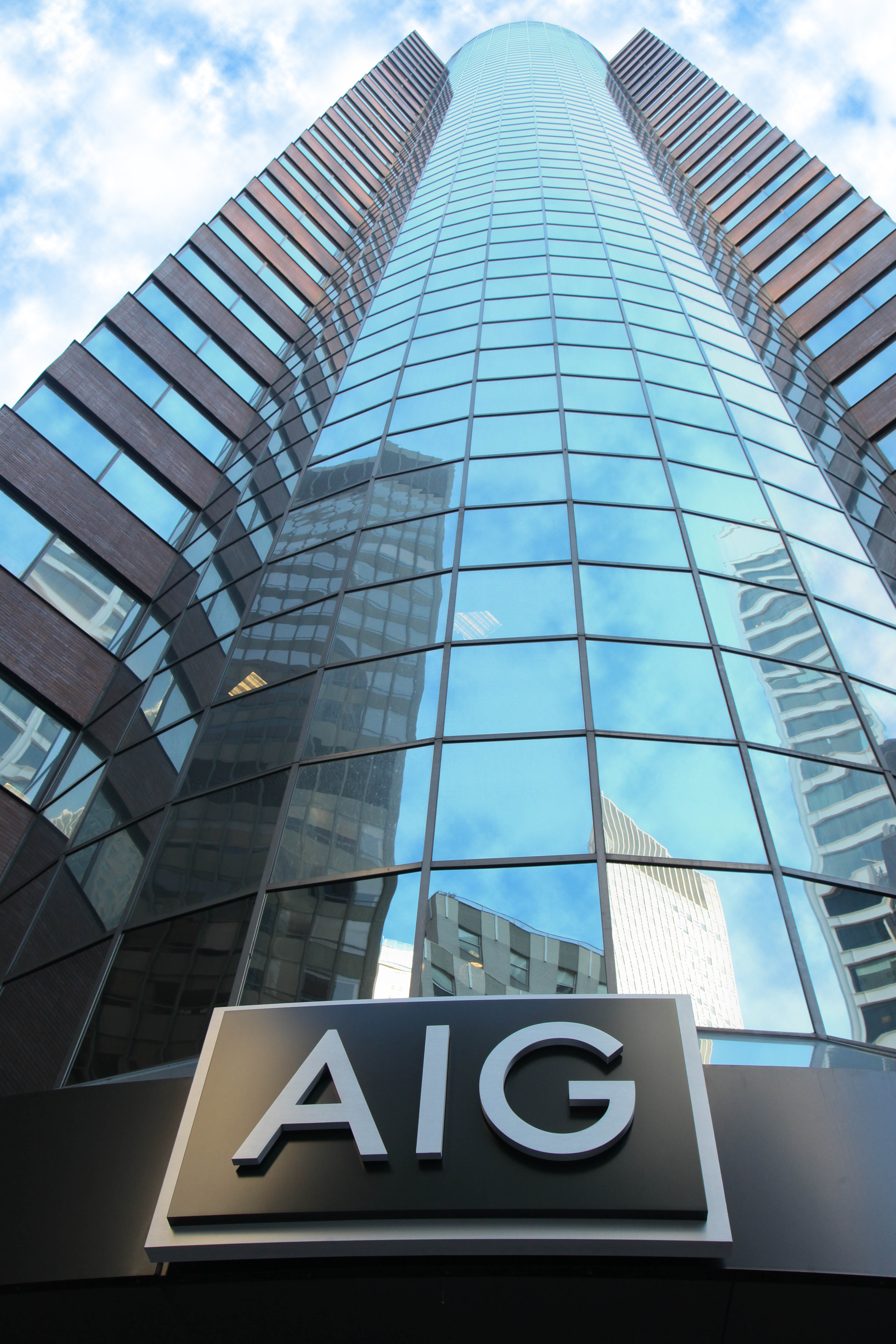
L’actuel American International Building, au 175 Water Street, New York

### Développement national et international: de 1946 à 1959
Après la Seconde Guerre mondiale, AIG entre sur les marchés japonais et Allemands, afin d’offrir une assurance pour le personnel militaire américain. À la fin des années 1940 et au début des années 1950, AIG a continué à se développer en Europe avec l’ouverture de bureaux en France, en Italie et au Royaume-Uni. En 1952, Starr a commencé à se concentrer sur le marché Américain en acquérant Globe & Rutgers Fire Insurance Company ainsi que sa filiale, American Home Fire Assurance Company. À la fin de la décennie, l’organisation comptait un large réseau d’agents et des bureaux dans plus de 75 pays.

### Réorganisation et spécialisation: de 1960 à 1979

Tour CB21 à la Défense

En 1960, Starr embauchait Maurice R. Greenberg afin de développer une filiale internationale en accident et santé. Deux ans plus tard, Greenberg réorganisait une des holdings de Starr, ce qui permit de nombreux succès. Starr décède en 1968, après avoir nommé Greenberg comme successeur. L’entreprise devint publique en 1969. Les années 1970 ont présenté de nombreux challenges pour AIG. En effet, les affaires au Moyen-Orient et en Asie du Sud-Est ont généralement été réduites, voire complètement stoppées dans certaines régions en raison de l’évolution du climat politique. Cependant, AIG a continué d’étendre ses marchés en introduisant l’énergie spécialisée, le transport et l’export de produits afin de répondre aux industries de niche. En 1979, avec un effectif et un réseau mondial de plus en plus étendus, AIG offrait aux clients des compétences techniques et de gestion des risques supérieurs dans un marché de plus en plus concurrentiel.

### Nouvelles opportunités: de 1980 à 1999
Durant les années 1980, AIG a poursuivi son développement mondial en offrant une plus large gamme de produits spécialisés, tels que la responsabilité de pollution et le risque politique. En 1984, l’action AIG est cotée à la bourse de New York (NYSE). Tout au long des années 1990, AIG a réalisé divers investissements : par exemple, l’acquisition en 1992 d’International Lease Finance Corporation (ILFC), un fournisseur d’aéronefs loués à l’industrie du transport aérien, ou en 1999, l’acquisition aux États-Unis de Sun America Inc., une société d’épargne-retraite.

### Poursuite de son développement et difficultés: de 2000 à aujourd'hui
Au début des années 2000, AIG a connu une forte croissance grâce notamment à l’acquisition d’American General Corporation, un important fournisseur d’assurance et de rentes vie domestique et l’implantation sur de nouveaux marchés tels que l’Inde. En 2005, Maurice R. Greenberg démissionne à la suite du gonflement des comptes d’AIG. Il est remplacé par Martin J. Sullivan qui démissionne à son tour le 15 juin 2008 après la divulgation des pertes financières et de la chute de la valeur boursière de la société. Robert B. Willumstad, président du conseil d’administration d’AIG jusque-là, lui succède. Il est contraint par le gouvernement américain de démissionner et est remplacé le 17 septembre 2008 par Edward M. Liddy, qui, quelques mois plus tard, annonce son départ à la retraite. Robert Benmosche le remplace le 3 août 2009. Robert Benmosche, considéré comme l'homme qui a redressé la firme, décède le 27 février 2015 à l'âge de 70 ans, des suites d'un cancer des poumons. Il est entretemps remplacé par Peter Hancock, devenu directeur général le 1er septembre 2014.
Lourdement frappé par la crise des subprimes, AIG enregistre une perte de près de 100 milliards de dollars sur l’année 2008. Considéré comme étant too big to fail, et d’éviter ainsi d’affecter l’ensemble du système financier, AIG est secouru par la Réserve fédérale des États-Unis (Fed), qui lui consent un prêt à hauteur de 80 % de son capital. Il apparaitra que c'est la filiale londonienne AIG Financial Products dirigée par Joe Cassano qui fut à l'origine des majeurs problèmes dans la débâcle. Au total, il a fallu injecter 182 milliards de dollars américains à AIG pour éviter sa chute. Cette filiale avait elle-même une succursale française (banque AIG) qui avait émis pour 687 milliards d'euros d'instruments financiers à terme soit 1 200 fois son capital. Depuis la fin de la crise de 2008, AIG a remboursé son prêt de 182 milliards de dollars à la Réserve fédérale des États-Unis (FED), en l’espace de deux ans, en ayant généré en prime, 25 milliards de bénéfices.
En mars 2010, MetLife rachète Alico, une filiale d'AIG, dédiée à l'assurance vie et de prévoyance, pour 15,5 milliards de dollars. En 2010, AIG scinde via une introduction en bourse sa filiale AIA Group pour 20,5 milliards de dollars. Fin 2012, AIG vend sa participation de 13,69 % dans AIA pour 6,45 milliards de dollars.
Au troisième trimestre 2012, les assurances en biens et dommages « Chartis », sont rebaptisées AIG Property Casualty.
En janvier 2016, AIG annonce la scission de ses activités de prêts hypothécaires, ainsi que la vente de son réseau de courtage AIG Advisor Group à Lightyear Capital et PSP Investments, tout en annonçant également des suppressions de postes de l'ordre de 1 400 suppressions de postes. En octobre 2016, AIG annonce la vente de certaines de ses activités en Amérique latine et en Europe centrale et orientale à Fairfax Financial pour 240 millions de dollars.
En janvier 2018, AIG annonce l'acquisition de Validus, une entreprise de réassurance, pour 5,56 milliards de dollars. En septembre 2018, AIG annonce l'acquisition de Glatfelter Insurance Group, qui emploie 3 000 personnes, pour un montant non dévoilé.
En novembre 2019, AIG annonce la vente d'une participation de 76,6 % dans Fortitude Re pour 1,8 milliard de dollars.

## Actionnaires
Liste des principaux actionnaires au 30 octobre 2019.
| T. Rowe Price Associates (Investment Management) | 8,01% |
| The Vanguard Group                               | 7,67% |
| Icahn Associates Holding                         | 4,94% |
| SSgA Funds Management                            | 4,49% |
| Wellington Management                            | 4,10% |
| Capital Research & Management (Global Investors) | 3,96% |
| Harris Associates                                | 3,67% |
| Fidelity Management & Research                   | 3,24% |
| Barrow, Hanley, Mewhinney & Strauss              | 2,78% |
| BlackRock Fund Advisors                          | 2,56% |

## Activité
AIG est l’un des plus grands assureurs en assurance commerciale et industrielle. AIG propose des assurances dommages, assurances-vie, assurances retraites, assurance prêt hypothécaire et d’autres services financiers.

## Communication
Depuis le 12 octobre 2012, AIG est sponsor officiel des six équipes de rugby à XV néo-zélandaises, y compris l’équipe championne du monde des All Blacks,.

## Principales filiales
- 21st Century Insurance Group (TW)
- AIG American General Life Companies
- AIG Annuity Insurance Company
- AIG UK Limited
- AIG Financial Products Corp.
- AIG Global Investment Group
- AIG Europe Limited

## Controverses
Le 18 octobre 2017, Disney intente un procès contre AIG qui estime ne pas avoir à rembourser les 177 millions de dollars versés par ABC au groupe alimentaire BPI pour régler l'affaire du Pink slime. Le 26 octobre 2017, AIG intente à son tour un procès contre Disney pour éviter de rembourser 25 millions de dollars dans l'affaire du Pink slime en raison d'une clause non définie au contrat,.